# 法慶
法慶（？—515年），法慶是僧人法号，故又称为释法慶，北魏僧人，創立了“大乘教”，曾起兵反抗北魏，屠戮無數，史稱法慶之亂，被北征都督元遙斬殺。

## 生平
法慶，北魏冀州沙門（和尚），善幻術，自号“大乘”，娶妻食肉，自命“新佛”，創“大乘教”。所謂的「新佛」就是引用佛經中“彌勒下生成佛”之說，「彌勒佛取代釋迦牟尼佛下凡救世」等思想出現，一反佛教五戒戒殺的原則，力倡「殺人作亂」，曰「殺一人者為一住菩薩，殺十人者為十住菩薩」，“屠滅寺舍，斬戮僧尼，焚燒經像”，“又合狂藥令人服之，父子兄弟不相識，唯以殺害為事”。
北魏延昌四年（515年）六月，法慶在渤海人李歸伯的支持下，聚集人馬在冀州（今河北境內）以佛教名義起兵反抗北魏統治。最初大乘軍屢次擊敗北魏軍隊，很快就發展到五萬餘人。北魏派遣都督元遙鎮壓，同年九月，大乘軍兵敗，法慶等首領被北魏屠殺者數以萬計。

## 年号
《魏書》、《資治通鑒》謂法庆自号大乘，未有提及建立年號。《玉海》以大乘為法庆的年號（515年—516年，前后共2年）。
纪年
| 大乘 | 元年  | 二年  |
| ---- | ----- | ----- |
| 公元 | 515年 | 516年 |
| 干支 | 乙未  | 丙申  |

參看
- 中国年号列表#北魏
- 同期存在的其他政权年号 
  - 延昌（512年四月—515年十二月）：北魏政权北魏宣武帝元恪年号
  - 熙平（516年正月—518年二月）：北魏政权北魏孝明帝元詡年号
  - 天监（502年四月-519年十二月）：南梁政权梁武帝萧衍年号
  - 建昌（508年-520年）：柔然政权豆罗伏跋豆伐可汗郁久闾丑奴年号
  - 義熙：高昌政权麴嘉年号